# Arsinoë in Arcadia
Arsinoë in Arcadia (łac. Diœcesis Ariassensis) – stolica historycznej diecezji w Cesarstwie Rzymskim (prowincja Arkadia), współcześnie w Egipcie. Wzmianki o biskupach pochodzą z III–VII wieku. Od XVIII wieku katolickie biskupstwo tytularne, od 1999 wakujące.

## Biskupi tytularni
| Lp. | Biskup                       | Od                   | Do                |
| --- | ---------------------------- | -------------------- | ----------------- |
| 1   | Michał Ignacy Kunicki        | 23 grudnia 1726      | 9 listopada 1751  |
| 2   | Francesco-Paolo Grifi        | 28 stycznia 1828     | 1832              |
| 3   | Lorenzo Bergeretti OFMRef.   | 22 sierpnia 1862     | 22 marca 1864     |
| 4   | Pierre-Marie Osouf MEP       | 19 grudnia 1876      | 15 czerwca 1891   |
| 5   | Juan Agustín Boneo           | 15 czerwca 1893      | 7 lutego 1898     |
| 6   | Charles Gilbert              | 24 marca 1898        | 5 lipca 1914      |
| 7   | Ernest Auguste Neveux        | 16 lipca 1914        | 7 września 1938   |
| 8   | Henri Audrain                | 22 października 1938 | 3 lutego 1954     |
| 9   | Manuel de Jesús Serrano Abad | 18 sierpnia 1954     | 16 listopada 1956 |
| 10  | Jerônimo Mazzarotto          | 9 września 1957      | 23 maja 1999      |